# Isabelle Darras
Isabelle Darras (Ισαβέλλα Δάρα) (1978) è una modella greca, vincitrice del titolo di Miss Europa 1997.
Nel 1997 la diciannovenne Isabelle Darras viene incoronata B Miss Hellas (Β Μις Ελλάς) nel corso del concorso Miss Star Hellas, sponsorizzato da ANT1. Pochi mesi dopo, a Kiev, in Ucraina, la Darras viene incoronata Miss Europa 1997, quarto titolo per la Grecia.